# علی احمدآبادی اصل علمداری
علی احمدآبادی اصل علمداری
علی احمدآبادی اصل علمداری یک جوان اهل جلفا در استان آذربایجان شرقی است که به دلیل موفقیت‌هایش در زمینه اختراعات و فعالیت‌های اجتماعی شناخته شده است. او مدال طلای مسابقات جهانی اختراعات سوئیس در سال 2024 را کسب کرده و در جشنواره‌های مختلفی از جمله جشنواره ملی ایده تا ثروت و جشنواره ملی اعطای تندیس فداکاری به دانشجویان ایران دریافت کرده است. همچنین، او به عنوان جوان نمونه استان آذربایجان شرقی و جوان نمونه علمی و فناوری شهرستان جلفا انتخاب شده است احمدآبادی کارشناس اورژانس پیش بیمارستانی و کارمند پیمانی دانشگاه علوم پزشکی تبریز در  شهرستان جلفاست وی همچنین مولف 6 کتاب علمی و بیش از 20 مقاله نیز می باشد.
بخشی از آثار و فعالیت های علمی ایشان  به شرح زیر می باشد:
جوایز و افتخارات
کسب مدال طلای مسابقات جهانی اختراعات سوئیس (2024)
دریافت تندیس ایده برتر و لوح ایده برتر از جشنواره ملی ایده تا ثروت (1404)
رتبه اول، جوان نمونه استان آذربایجان شرقی (1404)
ثبت اختراع پانسمان تفنگی کنترل خونریزی با گلوله هایی از کریستال های کربنات کلسیم حاوی پودر کیتوهم (1404)
ثبت اختراع پد جلوگيري از خونريزي با مكانيزم سنسور اندازه گيري ضربان، حرارت و رطوبت زخم (1403)
لوح شایسته تقدیر از جشنواره ملی اختراعات بوعلی سینا برای طرح پد کنترل خونریزی با مکانیسم سنسور اندازه گیری ضربان، حرارت و رطوبت زخم (1403)
داوطلب اجتماعی برتر استان آذربایجان شرقی (1403)
ثبت اختراع گیره ی کنترل انواع خونریزی دندان و لثه با مکانیسم پیچ فشاری (1403)
جوان نمونه علمی و فناوری شهرستان جلفا (1403)
دریافت تندیس ملی فداکاری و لوح سپاس از دوازدهمین جشنواره اهدای تندیس ملی فداکاری به دانشجویان ایران (1402)
جوان منتخب جشنواره علی اکبر (1401)
سرباز نمونه (1401)
جوان نمونه علمی پژوهشی و‌جهادی (1401)
تألیف اولین کتاب امدادی و آموزشی در رابطه با شهرستان جلفا (1401)
مقام دوم مسابقات فوتسال گرامیداشت دهه فجر شهرستان جلفا (1390)
آثار و تالیفات
- کتاب مخاطرات طبیعی و غیر طبیعی شهرستان جلفا (موسسه آموزشی تالیفی ارشدان) - 1401 - فارسی
- کتاب صاعقه زدگی و اقدامات درمانی (موسسه آموزشی تالیفی ارشدان) - 1400 - فارسی
- کتاب مروری بر اپیدمی های شایع گذشته و مدیریت بحران کووید۱۹ (موسسه آموزشی تالیفی ارشدان) - 1400 - فارسی
- کتاب دارو های رایج مورد استفاده در مراکز نگهداری بیماران مزمن اعصاب و روان (موسسه آموزشی تالیفی ارشدان) - 1400 - فارسی
- کتاب داروهای جامبک اورژانس پیش بیمارستانی (میعاد اندیشه) - 1400 - فارسی
- کتاب نکات طلایی آزمون های اورژانس پیش (انتشارات میعاد اندیشه) - 1400 - فارسی

مقالات علمی و پژوهشی
- تاثیر ویروس آبله میمونی بر بقا بیماران هموفیلی ارائه شده در چهارمین کنفرانس بین المللی اسرار زندگی هولستیک با رویکرد علوم پزشکی، تغذیه و بهداشت روانی (1403) علی احمدآبادی اصل علمداری
- بررسی اقدامات درمانی اورژانس پیش بیمارستانی برای کودکان مبتلا به کروپ یک مطالعه مروری ارائه شده در پنجمین کنفرانس بین المللی پرستاری، مامایی و مراقبت (1403) علی احمدآبادی اصل علمداری
- بررسی آمادگی و هماهنگی نیروهای امدادی و درمانی برای هرگونه اپیدمی احتمالی ناشی از تب دنگی در ایران: مروری ارائه شده در هفتمین کنفرانس بین المللی یافته های نوین در علوم پزشکی و بهداشت با رویکرد ارتقای سلامت (1403) علی احمدآبادی اصل علمداری ، اسماعیل زمانپور بیشک ، امید اسمی زاده ، یاسین اندرزی گرگری
- اقدامات درمانی اورژانس پیش بیمارستانی برای بیماران مبتلا به تب دنگی ارائه شده در هفتمین کنفرانس بین المللی یافته های نوین در علوم پزشکی و بهداشت با رویکرد ارتقای سلامت (1403) علی احمدآبادی اصل علمداری ، مهدی بیرامی جم
- بررسی استفاده از انواع داروها و سم های شایع و نادر در خودکشی و اقدام به خودکشی های ایران ارائه شده در سومین کنگره جهانی یافته های نوین در سلامت، علوم بهداشتی و علوم تربیتی (1403) علی احمدآبادی اصل علمداری ، مریم عادلی ، مهدی بیرامی جم
- بررسی انواع ابزار و روش اقدام به خودکشی و خودکشی در ایران: مروری ارائه شده در سومین کنگره جهانی یافته های نوین در سلامت، علوم بهداشتی و علوم تربیتی (1403) علی احمدآبادی اصل علمداری ، یاسین اندرزی گرگری ، امید اسمیزاده ، اسماعیل زمانپوربیشک
- بررسی اقدامات پیش بیمارسانی برای آرام سازی بیماران دچار حالت روانپریشی اختلال تبدیلی یا هیستریک ارائه شده در پنجمین همایش ملی مراقبت و درمان (1401) مریم عادلی ، علی احمدآبادی اصل علمداری
- A review of the ZIKV virus and possible preparedness for theresulting epidemic ارائه شده در بیست و سومین کنگره بین المللی میکروب شناسی ایران (1401) Ali Ahmadabadi asl alamdari
- تاثیر استفاده ی همزمان داروی کلونیدین و هالوپریدول بر کاهش پرخاشگری بیماران اسکیزوفرنی ارائه شده در اولین کنگره ملی مطالعات علوم اعصاب و روان شناسی (1401) مرضیه خمسه زاده قزوینی ، علی احمدآبادی اصل علمداری
- بررسی مروری بر اقدامات روان درمانی لازم جهت کاهش ترس و اضطراب نوجوانان و جوانان در پیک اومیکرون ارائه شده در اولین کنفرانس بین المللی علوم تربیتی، روانشناسی، علوم ورزشی و تربیت بدنی (1400) مریم عادلی ، علی احمدآبادی اصل علمداری
- بررسی نحوه مدیریت بحران سیل در اپیدمی کووید-۱۹ ارائه شده در چهاردهمین همایش دانشجویی تازه های علوم بهداشتی کشور (1400) سکینه مقدم زآبادی ، علی احمدآبادی اصل علمداری
- Mehdi Beyramijam ,Mohsen Amini-zadeh ,Ali Ahmadabadi-Asl Alamdari ,Yousof Akbari-Shahrestanaki «COVID-19 pandemic effects on the emergency medical services utilization A systematic review protocol» دومین همایش ملی دانشجویی مدیریت خطر حوادث و بلایا در نظام سلامت (2024)
- علی احمدآبادی اصل علمداری، «آمادگی تکنسین های فوریت های پزشکی در حوادث و سوانح احتمالی مراسم اربعین»، چهارمین کنگره بین المللی سلامت در اربعین (1403)
- علی احمدآبادی اصل علمداری، مریم عادلی «بررسی تاثیر پیاده روی اربعین بر افکار منفی و خودکشی»، چهارمین کنگره بین المللی سلامت در اربعین (1403)
- علی احمدآبادی اصل علمداری، «بررسی تریاژ بیماران در حوادث احتمالی تروریستی پیاده روی اربعین: مروری»، چهارمین کنگره بین المللی سلامت در اربعین (1403)
- "ali ahmadabadi asl alamdari, "Differences and distinctions between covid 19 and monkey pox ششمین کنگره بین المللی زیست پزشکی (1401)
- "ali ahmadabadi asl alamdari, "Monkey pox and prevention of epidemic spread: a systematic review ششمین کنگره بین المللی زیست پزشکی (1401)
- "Ali Ahmadabadi asl alamdari, Esmayil zaman pour bishak “A review of national preparedness against monkeypox virus” ششمین کنگره بین المللی زیست پزشکی (1401)
- علی احمدآبادی اصل علمداری، سکینه مقدم زآبادی، زهرا ارجینی، «مروری بر تجربیات قبلی برای مقابله با جهش جدید کووید-19 بنام امیکرون»، پانزدهمین همایش پژوهشی دانشجویان علوم پزشکی شرق کشور (1400)
- علی احمدآبادی، ابوالفضل قزلگچی، زهرا ارجینی، «نحوه ی مدیریت زلزله در شرایط اپیدمی کووید19»، اولین سمینار دانشجویی پژوهش و سلامت دانشکده پیراپزشکی علوم پزشکی قزوین (1400)

عضویت در انجمن ها
- عضو فدراسیون بین المللی مخترعین در سوئیس
- عضو انجمن علمی فوریت های پزشکی

مقالات در ژورنال های تخصصی داخلی
- بررسی میزان مهارت های بالینی دانشجویان پرستاری در بخش های مراقبت ویژه: یک مطالعه مقطعی منتشر شده در فصلنامه توسعه آموزش جندی شاپور (1402) منصوره روئین تن ، فاطمه اصلانی ، محمد مهدی اصلانی ، فاطمه احمدی معین ، سعید قنبری چاه انجیری ، علی احمد آبادی اصل علمداری ، زهرا ارجینی